# Ilja Roßbander

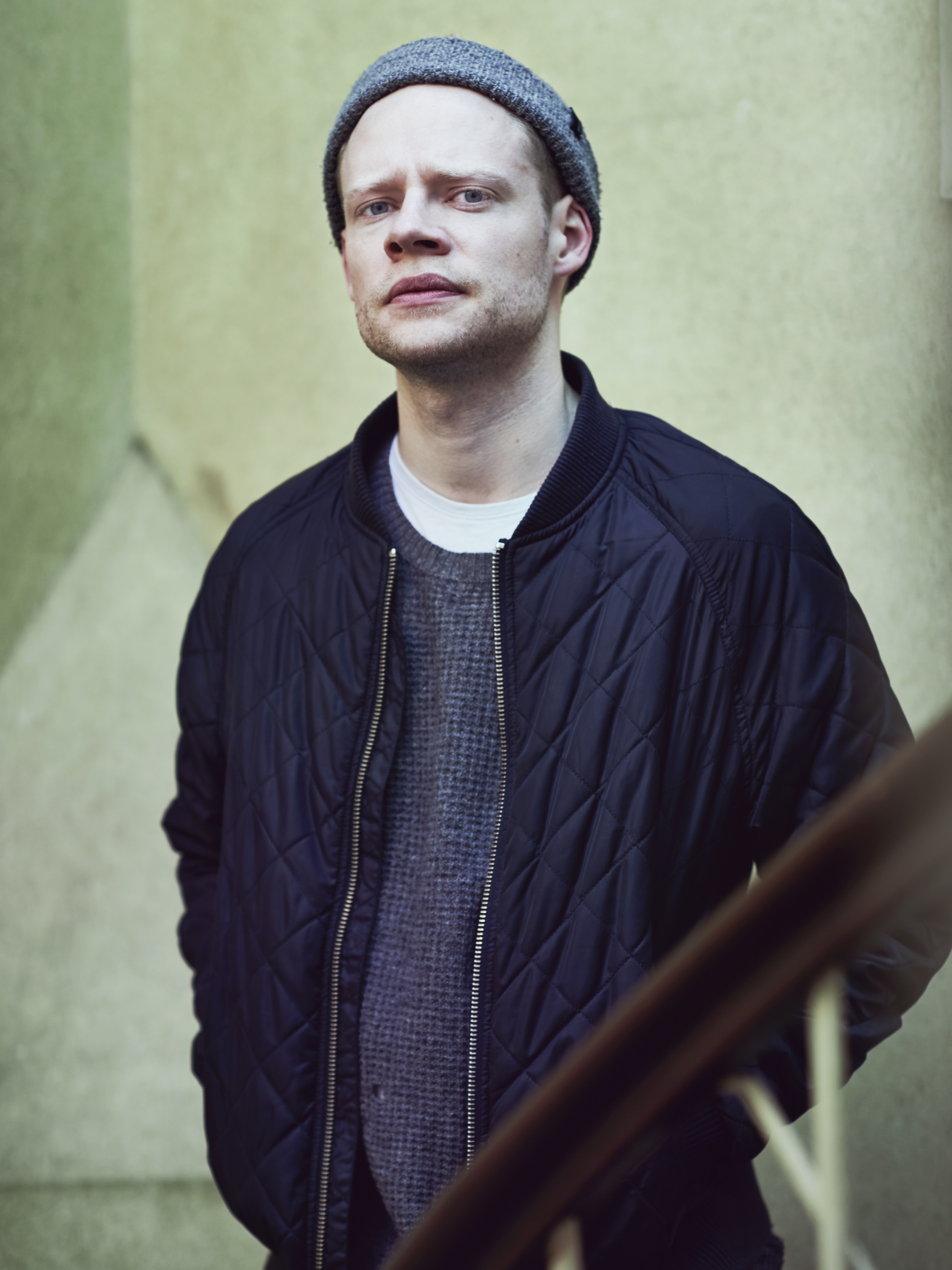
Ilja Roßbander (2017)

Ilja Roßbander (* 29. September 1988 in Magdeburg) ist ein deutscher Schauspieler.

## Leben
Roßbander ist der Sohn des ursprünglich aus Dresden stammenden Schauspielers Erik Roßbander, der seit über 20 Jahren Mitglied der Bremer Shakespeare Company ist. Seine Mutter Heike Neugebauer ist bei der Bremer Shakespeare Company als Bühnen- und Kostümbildnerin tätig. Er wuchs daher in Bremen auf. Er absolvierte von 2009 bis 2013 seine Schauspielausbildung an der Otto-Falckenberg-Schule in München. In der Spielzeit 2011/12 trat er als Gast an den Münchner Kammerspielen auf. Er spielte in E la nave va von Federico Fellini. 2012 spielte er an den Münchner Kammerspielen in Die Vögel, der Jahrgangsinszenierung des 3. Studienjahrs der Otto-Falckenberg-Schule.
2013 war Roßbander von Regisseur Dieter Wedel für die Rolle des Giselher in Die Nibelungen bei den Nibelungen-Festspielen in Worms verpflichtet worden; er wurde jedoch während der Probenphase wegen künstlerischen Differenzen durch Kai Malina ersetzt. 2014 trat Roßbander auf der Probebühne der Münchner Kammerspiele in der „theatralen Collage“ I can’t stop coming von Katharina Bianca Mayrhofer auf.
Roßbander wirkte bereits vor und während seiner Schauspielausbildung in mehreren Kino- und Fernsehproduktionen mit. Im Bremer Tatort: Todesengel (2005) spielte er als Sascha Roeder eine Hauptrolle; er war der Täter und Amokschütze, der als Rächer seiner Familie auftritt. Im Polizeiruf 110: Ein todsicherer Plan  (2011) spielte er Timo Lünemann, den tatverdächtigen Freund des Entführungsopfers Lissi Moltke (Michelle Barthel).
Roßbander hatte außerdem Episodenrollen in den Fernsehserien R. I. S. – Die Sprache der Toten (2007), Notruf Hafenkante (2008), Hallo Robbie! (2008; als jugendlicher Kleinkrimineller), SOKO Leipzig (2011), SOKO München (2012; als tatverdächtiger Mieter) und SOKO Köln (2014).
Im Januar 2016 war Roßbander in der ZDF-Krimiserie SOKO München in einer Episodenhauptrolle zu sehen; er spielte Raphael von Stein, einen Münchner Studenten und liberal eingestellten Burschenschafter. Roßbander In dem Historienfilm Das Geheimnis der Hebamme (2016) spielte Roßbander in einer Nebenrolle den aus Franken stammenden Schmied Jonas. In der ZDF-Serie Der Alte (April 2017) hatte er eine Episodenrolle als Häftling Robert Keil. Seit 2019 gehört er als Felix zur Stammbesetzung der Jugendserie Wir sind jetzt. Anfang 2020 erschien die zweite Staffel der TV-Serie Das Boot mit Roßbander in der Rolle als 1. Wachoffizier Martin Neumann neben Stefan Konarske und Clemens Schick. In der 7. Staffel der TV-Serie Morden im Norden (Dezember 2020) übernahm Roßbander eine der Episodenrollen als tatverdächtiger, suchtkranker Schwager eines getöteten Trockenbaumonteurs. In der zweiteiligen Auftaktfolge der 10. Staffel der ZDF-Serie Letzte Spur Berlin (2021) spielte Roßbander den Journalisten und linken Politblogger Frank Richter, der über Auslandseinsätze der Bundeswehr in Afghanistan berichtet. In der 24. Staffel der TV-Serie In aller Freundschaft (2021) übernahm er eine dramatische Episodenhauptrolle als wegen Totschlags verurteilter Strafgefangener Dennis Karow, der aus der JVA ausbricht, um am Geburtstag seines Sohnes bei ihm zu sein.
Roßbander arbeitete auch als Hörspielsprecher. Er wirkte u. a. im Radio-Tatort Schrei der Gänse (2008) mit. Roßbander wohnte 7 Jahre in München und lebt mittlerweile in Berlin.

## Filmografie
- 2004: Wilsberg – Tödliche Freundschaft (Fernsehreihe)
- 2005: Verführung für Anfänger (Fernsehfilm)
- 2005: Tatort – Todesengel (Fernsehreihe)
- 2007: R. I. S. – Die Sprache der Toten (Fernsehserie, Folge Vermisst)
- 2008: Notruf Hafenkante (Fernsehserie, Folge Auf schmalem Grat)
- 2008: Hallo Robbie! (Fernsehserie, Folge Spurensuche)
- 2011: Polizeiruf 110: Ein todsicherer Plan (Fernsehreihe)
- 2011: SOKO Leipzig (Fernsehserie, Folge Letzter Abend DDR)
- 2012: SOKO München (Fernsehserie, Folge Nachtflug nach Caracas)
- 2013: Achttausend (Kurzfilm)
- 2014: Hirngespinster (Kinofilm)
- 2014: SOKO Köln (Fernsehserie, Folge Schutzengel)
- 2016: SOKO München (Fernsehserie, Folge Fuxjagd)
- 2016: Das Geheimnis der Hebamme (Fernsehfilm)
- 2017: Der Alte (Fernsehserie, Folge 3 Jahre lebenslänglich)
- seit 2019: Wir sind jetzt (Fernsehserie)
- 2019: Der Kriminalist (Fernsehserie, Folge Die Richterin)
- 2020: Das Boot (Fernsehserie)
- 2020: Morden im Norden (Fernsehserie, Folge Aus gutem Hause)
- 2021: Letzte Spur Berlin (Fernsehserie, 2 Folgen)
- 2021: In aller Freundschaft (Fernsehserie, Folge Späte Reue)
- 2022: Notruf Hafenkante (Fernsehserie, Folge Nulllinie)
- 2022: SOKO Wismar (Fernsehserie, Folge Spiel des Lebens)
- 2023: SOKO Leipzig (Fernsehserie, Folge Napoleon)
- 2023: Spreewaldkrimi: Bis der Tod euch scheidet (Fernsehreihe)